# Мали Волховец
Мали Волховец (рус. Малый Волховец) рукавац је на северозападу европског дела Руске Федерације. Протиче преко територије Новгородског рејона на северу Новгородске области и десни је рукавац реке Волхов, те део басена реке Неве и Балтичког мора.
Од основног дела тока реке Волхов одваја се на неких два километра низводно од језера Иљмењ, затим заобилази град Велики Новгород и поново се спаја са својом матичном реком код Хутинског манастира. Дужина рукавца је око 17 km. На неких километар низводно од места где се одваја од матичне реке Мали Волховец се дели на два мања рукавца, Левошњу (леви) и Правошњу (десни) који се након неколико километара поново стапају у један ток. У њиховом међуречју налази се острво Нелезе. У Мали Волховец се као његова десна притока улива река Вишера.
Током пролећног поводња река се излива и плави околна подручја и у том периоду више подсећа на језеро него на реку.
Пре градње Сиверсовог канала којим су директно спојени токови Волхова и Мсте, исходиште Малог Волховца се налазило неколико стотина метара јужније, на месту где данас почиње сам канал.